# Auferstehungsfriedhof

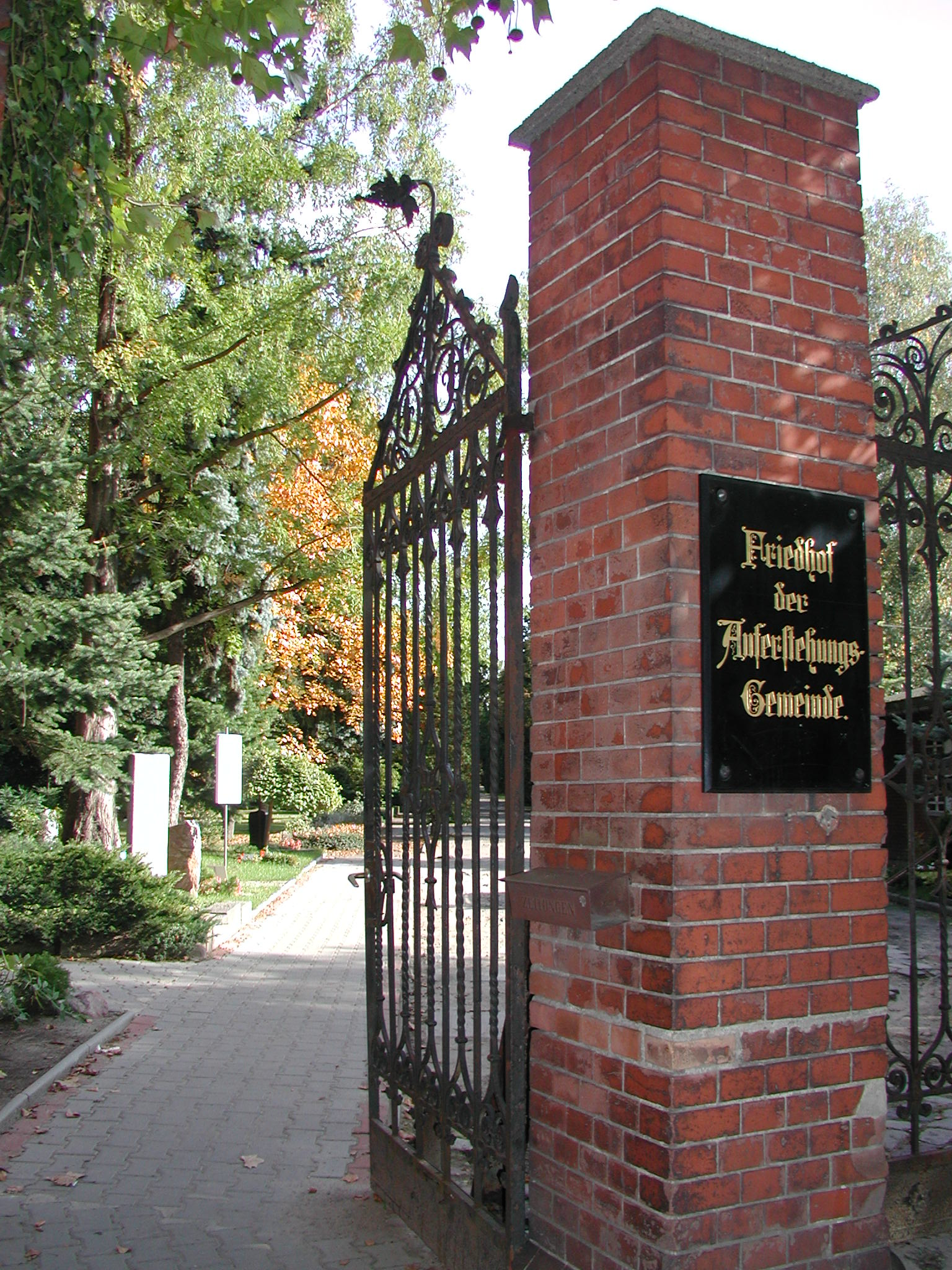
Eingang

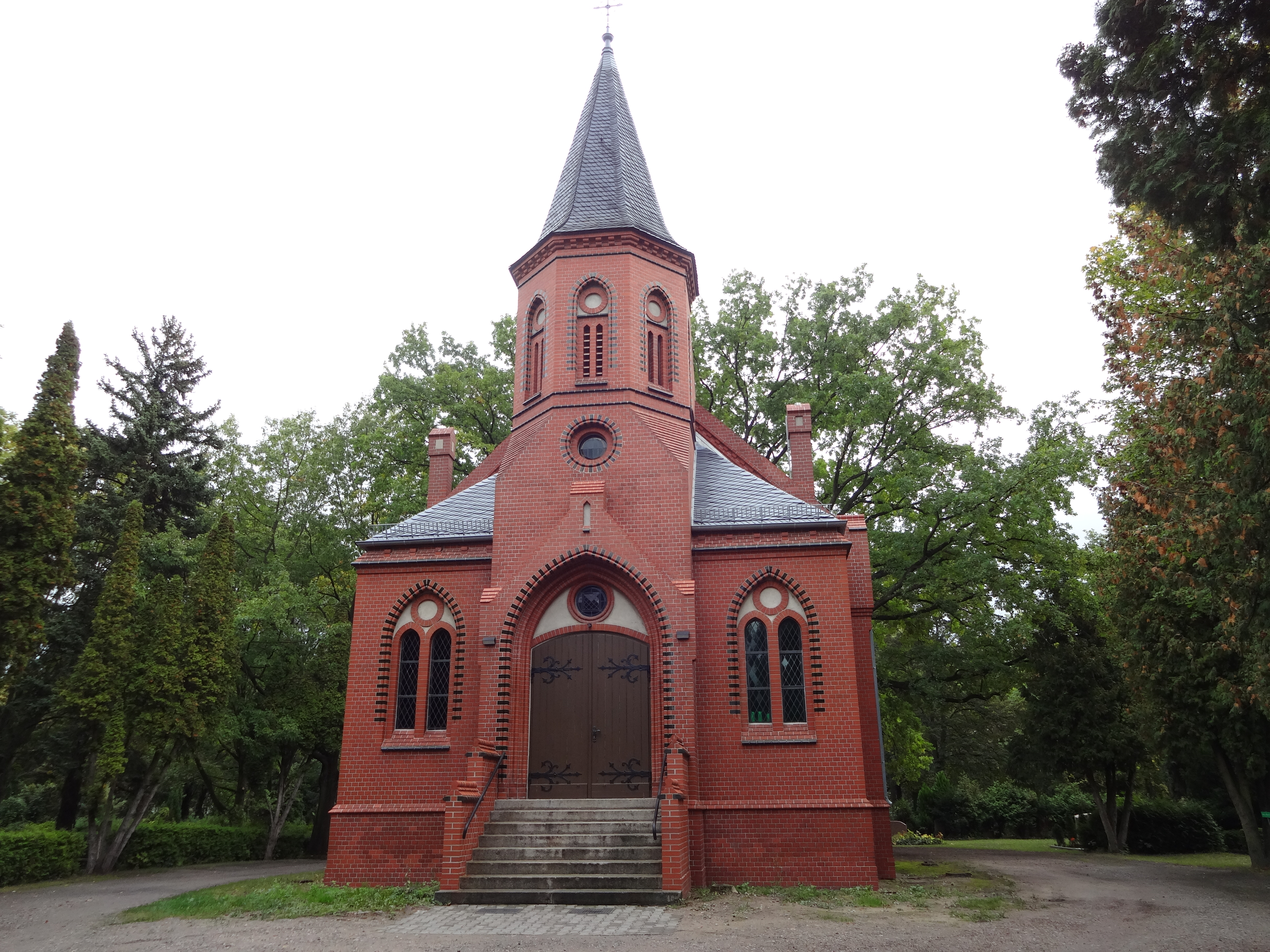
Kapelle, Außenansicht

Der Auferstehungsfriedhof in Berlin-Weißensee an der Indira-Gandhi-Straße 110–123 ist ein Friedhof der Evangelischen Auferstehungsgemeinde Berlin-Friedrichshain. Der 8,4 Hektar große Friedhof wird begrenzt von der Indira-Gandhi-Straße im Westen, dem Orankeweg im Süden und der Hansastraße südöstlich. Im Norden grenzt er an das Gelände des Alexianer St. Joseph-Krankenhauses. Die Gesamtanlage steht seit den späten 1970er Jahren unter Denkmalschutz.

## Geschichte
Für den Bau der Auferstehungskirche an der Friedenstraße in der Berliner Königsstadt in den Jahren 1891/92 musste der dort gelegene Armenfriedhof aufgegeben werden, der Bestandteil der Friedhofsanlage Friedenstraße/Landsberger Allee war. Die Kirchengemeinde erhielt 1899 stattdessen ein Gelände in der damaligen Landgemeinde Weißensee als neuen Bestattungsplatz zugewiesen, den heutigen Auferstehungsfriedhof. Als Begräbnisplatz war er bereits 1880 geplant und eröffnet worden. Gleichzeitig ließ die Gemeinde eine schlichte Friedhofskapelle errichten, die 1903 eröffnet werden konnte.
Auf dem Friedhof wurde nach dem Zweiten Weltkrieg eine kleine Gedenk-Grabanlage für drei sowjetische Zwangsarbeiter angelegt.

## Beschreibung, Bebauung
Der Friedhof hat einen parkähnlichen Charakter mit zahlreichen Laubbäumen. Eine Allee, gesäumt von abendländischen Lebensbäumen, führt zur 1906 eröffneten neugotischen Friedhofskapelle. Sie bietet Platz für rund 50 Trauergäste und verfügt über ein Harmonium. Auf dem Friedhofsgelände finden Erd- und Urnenbestattungen statt. Anfang des 21. Jahrhunderts ließ die Christengemeinde auch eine Urnenwand errichten.
Die Kapelle wurde 2016 nach grundlegender Sanierung und einigen Rückbauten im Inneren wiedereröffnet, die nach Plänen und unter Leitung der Architekten-/Ingenieurgemeinschaft Leibenatus/Stockburger/Wittayer (LSW Architekten Berlin) erfolgten, insbesondere wurde die Holzbalkendecke der Apsis wieder freigelegt. Unter anderem wurde auch eine (neue) Totenglocke installiert.
Die Friedhofsmauer, die neugotische Toreinfahrt, das kleine Verwaltungshaus in der Indira-Gandhi-Straße (bei Eröffnung des Friedhofs noch Lichtenberger Straße 110–123) und die Kapelle wurden im 19. Jahrhundert aus unverputzten Backsteinen errichtet. Der Kapellenbau ist dreiachsig mit polygonaler Apsis und einem kleinen schon um 1890 errichteten Turm.

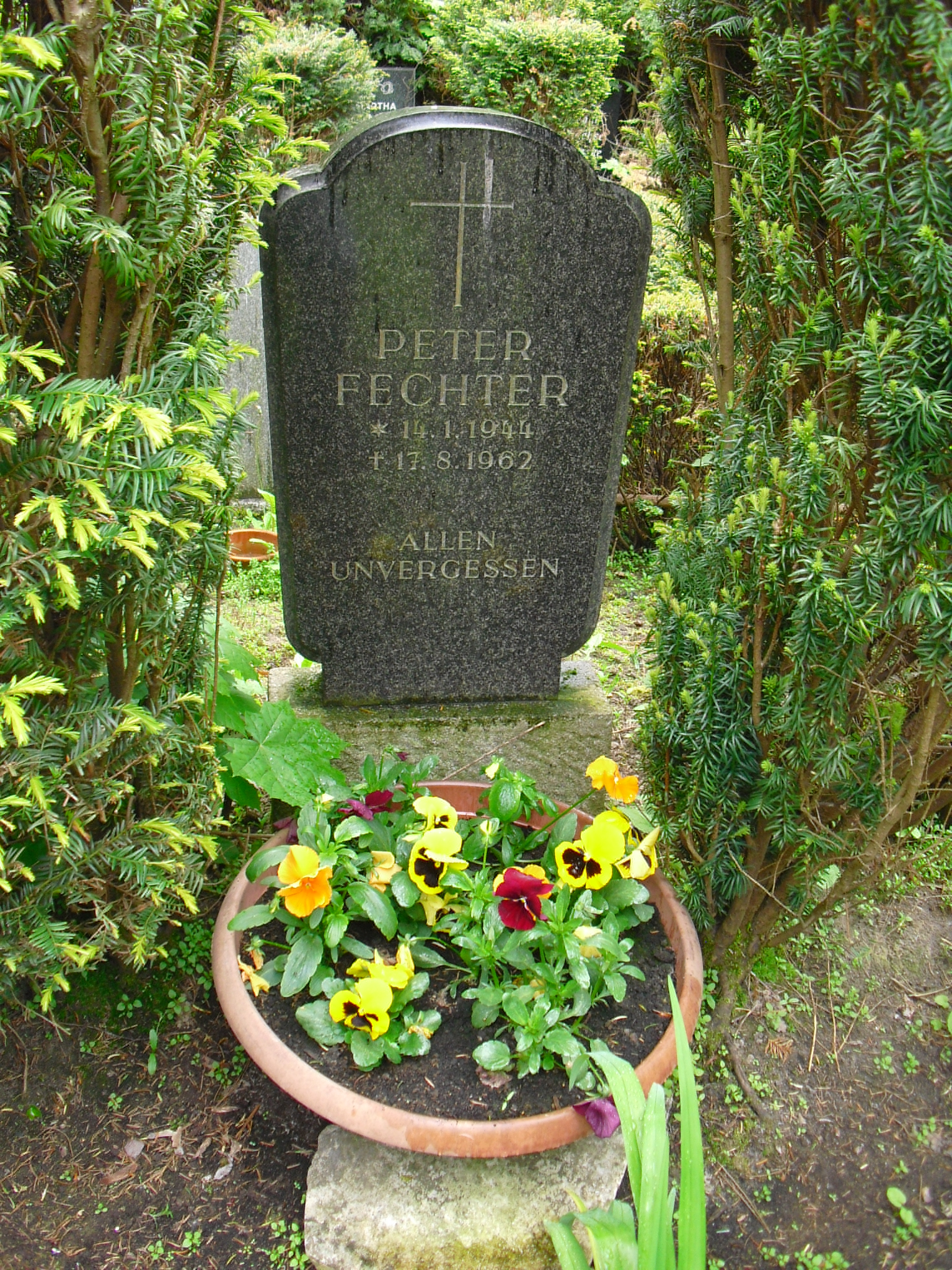
Grabstein Peter Fechter, erster Mauertoter

## Grabstätten bekannter Persönlichkeiten (Auswahl)

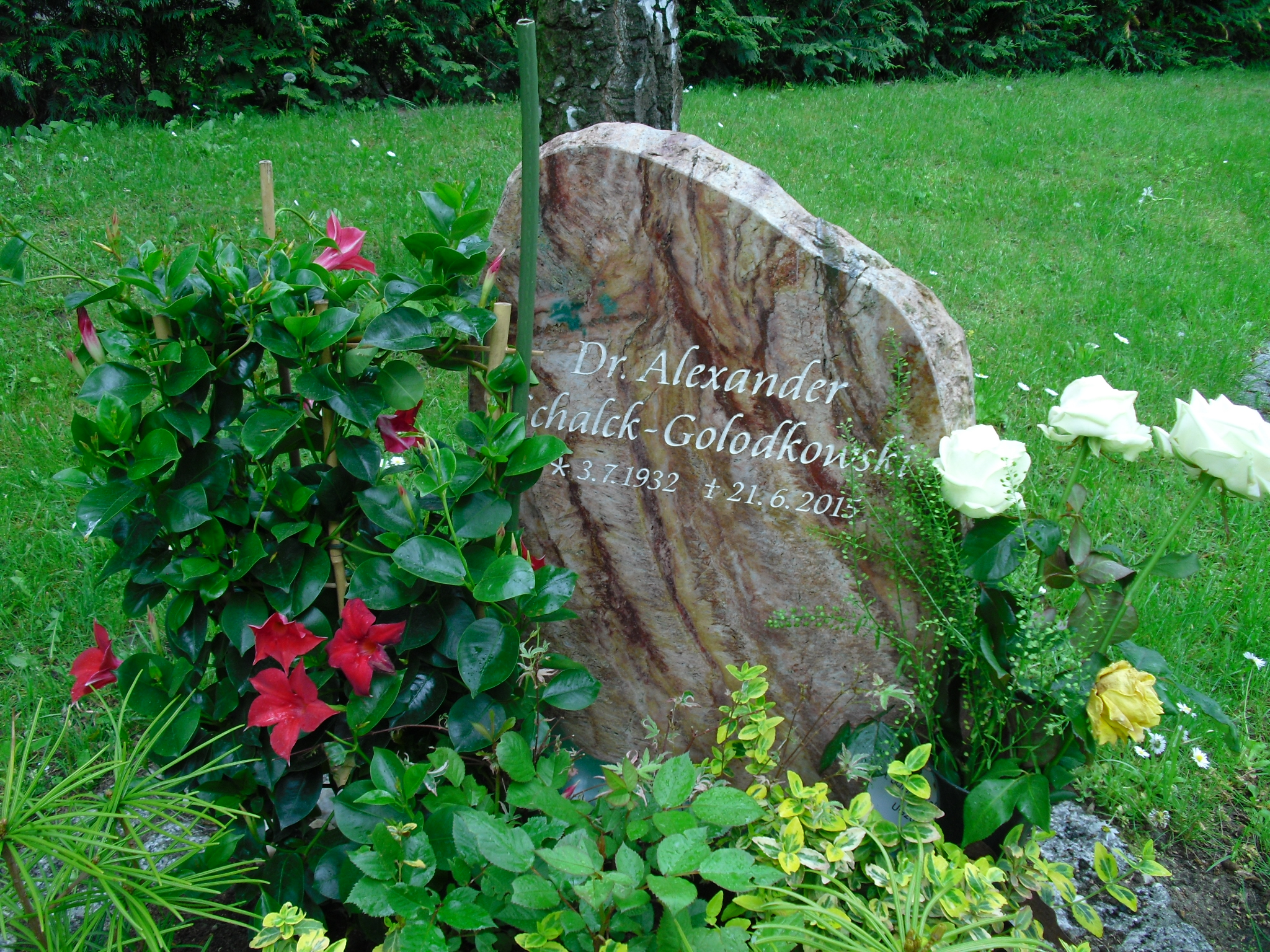
Grabstein Alexander Schalck-Golodkowski

- Gerda Rottschalk (1920–2001), Schriftstellerin
- Hans Güth (1921–2013), Journalist, Politiker (CDU der DDR)
- Gottfried Forck (1923–1996), evangelischer Bischof (Ehrengrab des Landes Berlin)
- Edgar Külow (1925–2012), Kabarettist
- Joachim Hasler (1929–1995), Regisseur und Kameramann
- Siegfried Krepp (1930–2013), Bildhauer (mit einer Skulptur von Sonja Eschefeld)
- Alexander Schalck-Golodkowski (1932–2015), Politiker (SED)
- Gisela Walther (1935–2018), Choreografin und Ballettdirektorin
- Fritz Baumbach (1935–2025),  Schachspieler, Fernschach-Weltmeister
- Peter Fechter (1944–1962), Maueropfer
- Ekkehard Göpelt (1945–2016), Schlagersänger und Moderator